# Nesobasis brachycerca
Nesobasis brachycerca – gatunek ważki z rodziny łątkowatych (Coenagrionidae). Endemit Fidżi; stwierdzony na wyspach Vanua Levu, Taveuni i Koro.
Gatunek ten opisał w 1924 roku Robert John Tillyard na łamach czasopisma „Transactions of the Entomological Society of London”, w oparciu o pojedynczy okaz samca odłowiony we wrześniu 1922 roku w Bua na wyspie Vanua Levu.